# Новатор (бронемашина)
СБА «Новатор» — украинская колёсная бронемашина.

## История
Разработчиком бронемашины является зарегистрированная в Киеве украинская частная компания «Українська бронетехніка».
15 декабря 2017 года демонстрационный образец бронемашины (под наименованием «Варта-Новатор») был впервые представлен руководству Национальной гвардии Украины.
В июне 2018 года бронемашина была представлена министру обороны С. Т. Полтораку под наименованием специализированный бронированный автомобиль «Новатор» и предложена для вооружённых сил Украины.
9 октября 2018 года вооружённый вариант бронемашины «Новатор» (с открыто установленной в кузове пусковой установкой ПТРК «Стугна-П») был представлен на проходившей в Киеве оружейной выставке «Зброя та безпека-2018».
15 ноября 2018 бронемашину «Новатор» передали в войска.
15 ноября 2019 года вооруженные силы Украины получили первые 40 бронемашин «Новатор».
Применялись в ходе отражения вторжения России на Украину.

## Описание
Бронемашина построена на шасси американского полноприводного пикапа Ford F550 и имеет обычную компоновку с передним расположением двигателя, бронированной пятиместной четырехдверной кабиной в средней части машины, в кормовой части машины расположен грузовой отсек. Все двери снабжены усиленными ригелями и оборудованы замками. Стёкла пуленепробиваемые.
Корпус бронемашины сварной, изготовлен из стальных броневых листов и согласно заявлению производителя, обеспечивает уровень защиты ПЗСА-4 по государственному стандарту Украины (от выстрела пулей ЛПС из 7,62-мм снайперской винтовки СВД с дистанции 10 метров), а также от взрыва двух ручных гранат РГД-5 под колесом или днищем.
В каждой из четырёх дверей сделана амбразура для ведения огня из стрелкового оружия, в крыше кабины имеется люк.
Двигатель Ford OHV Power Stroke 6,7-литровый V-образный 8-цилиндровый турбодизельный, коробка передач — автоматическая 6-ступенчатая
Шины оснащены пулестойкими вставками «RunFlat System».
По данным производителя, бронемашина оборудована системой автоматического пожаротушения, кондиционером, обогревателем «Webasto», имеет грузоподъёмность 2000 кг и может перевозить пять человек и 1845 кг груза, а радиус её разворота составляет 8 метров.
Изначально бронемашина была представлена без оружия, однако в июне 2017 года директор компании-производителя А. Кузьма сообщил, что на крышу кабины броневика может быть при необходимости установлен 12,7-мм пулемёт НСВ «Утёс» или его аналог КТ-12,7 украинского производства.

### Дополнительное оборудование

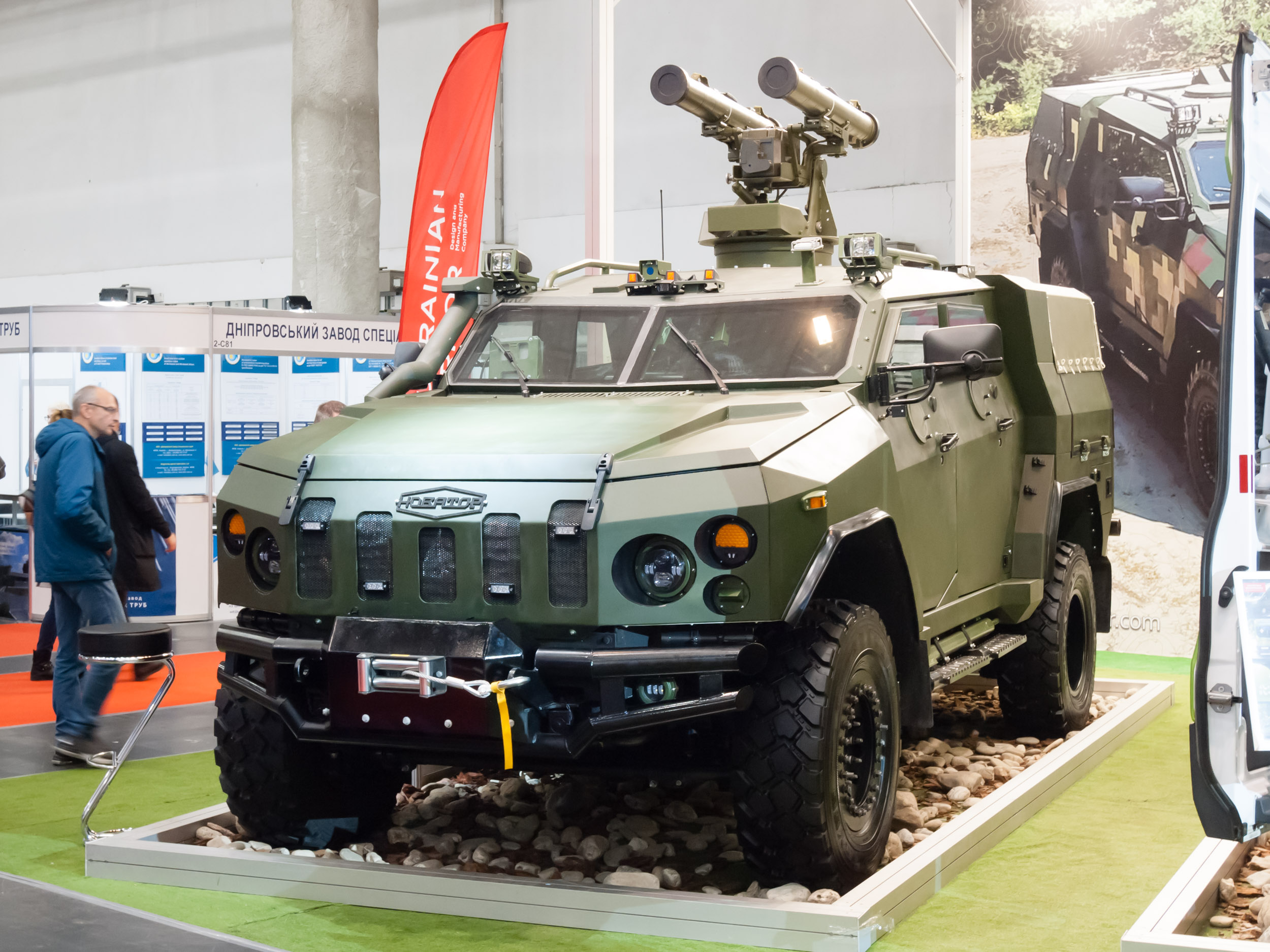
ПТРК на шасси «Новатор», 2019 год.

- На переднем бампере размещена лебёдка с тяговым усилием 8000 кг и 25-метровым синтетическим тросом[1].
- Бронемашина может быть дополнительно оборудована видеокамерой заднего вида (с выведением изображения на монитор у водителя) и прибором спутниковой навигации[2].
- В грузовом отсеке при необходимости могут быть установлены сиденья для размещения десанта или крепления для фиксации носилок с раненым[2].

## Операторы
- Украина
  - Сухопутные войска — 30 единиц по состоянию на 2023 год[9]
  - Национальная гвардия : на вооружении, по состоянию на 2021 год[10]